# Drosophila gundensis
Drosophila gundensis este o specie de muște din genul Drosophila, familia Drosophilidae, descrisă de Prakash și C. Adinarayana Reddy în anul 1977. Conform Catalogue of Life specia Drosophila gundensis nu are subspecii cunoscute.